# DJ Quik
David Marvin Blake (Compton, Califórnia, 18 de janeiro de 1970), mais conhecido pelo seu nome artístico DJ Quik, Da Quiksta, ou simplesmente Quik, é um DJ, MC e produtor musical. Segundo o próprio Quik, seu nome artístico reflete sua habilidade de produzir músicas em pouco tempo.
Conhecido por sua produção no estilo G-funk do hip-hop da Costa Oeste. Blake colaborou com Snoop Dogg, Kurupt, Tupac, Chingy, R. Kelly e Shaquille O'Neal, Janet Jackson entre outros. Como artista musical, ele é talvez mais conhecido por seu single "Tonite" de 1991, que entrou nos 50 primeiros da Billboard Hot 100.

## Vida e carreira
Ele começou a vender mixtapes caseiras (notavelmente "The Red Tape" em 1987) depois de ter ganho um toca-discos pela sua graduação no 1º ano do ensino médio e então começou a fazer shows como DJ pela área do Sul da Califórnia, muitos dos quais acabavam em conflitos entre gangues rivais (Quik era mentorado por membros da gangue dos Bloods). Ele acabou assinando com a Profile Records no verão de 1990.
Seu álbum de estréia, "Quik Is the Name", foi lançado em 1 de julho de 1991 e teve dois singles no Top 20 de sucessos R&B, "Tonite" e "Born and Raised in Compton". O álbum acabou no 29º lugar na Billboard 200 e ganhou disco de platina da RIAA.
Depois foi a vez de "Way 2 Fonky" ser lançado em 30 de junho de 1992. Ficou na 20º posição na Billboard 200 e ganhou disco de ouro em 9 de outubro. O álbum incluia os famoso single "Way 2 Fonky", que era uma resposta ao insulto de Tim Dog à Costa Oeste "Fuck Compton". Chris Rock colocou o álbum na 24ª posição da sua lista dos 25 melhores álbuns de hip-hop.
Seu terceiro álbum "Safe + Sound", lançado em 21 de fevereiro de 1995, ficou no 14º lugar da Billboard 200 e ganhou disco de ouro em 11 de setembro de 1995. As faixas "Dollaz & Sense" e "Let You Havit" eram insultos ao rapper de Compton MC Eiht.
Em 1998, Quik lançou Rhythm-Al-Ism, que ganhou disco de ouro em 1999 e tinha os singles "Hand in Hand (featuring 2nd II None and El Debarge) e "You'z A Ganxta".

## Rivalidade com Compton's Most Wanted
DJ Quik se envolveu em uma rivalidade longa e tumultuada com o rapper de Compton, MC Eiht, e seu grupo Compton's Most Wanted, que durou seis anos. A rivalidade começa por uma faixa da mixtape de estreia do DJ Quik, entitulada The Red Tape, em uma linha de Quik que foi vista como diminuindo indiretamente o N.W.A e depreciando diretamente o grupo Compton's Most Wanted.
| “ | "Não sou um N.W.A, ainda não, tô no caminho, Para o topo da árvore/Para CMW ver" | ” |

Durante esse tempo, Quik era membro do Tree Top Pirus e Eiht era membro do 159º St. Tragniew Park Compton Crips. Na faixa "Def Wish" do segundo álbum do CMW, Straight Checkn 'Em, está a frase, "Bittin' me quick, you can get the duck sick quick...". Os fãs de ambos os artistas presumiram que isso era um desprezo por Quik. Com a rivalidade mal interpretada ganhando força, Quik responde à fala de CMW em sua música "Way 2 Fonky" e "The Last Word". CMW respondeu meses depois com um videoclipe para "Def Wish II", que apresentava um sósia de DJ Quik tendo um pesadelo surreal com o Compton's Most Wanted perseguindo-o e emboscando-o, levando-o a ser morto e com "Def Wish III", levando ao auge da rivalidade. Quik respondeu com "Street Level Entrance" e "Let You Havit", mencionando o videoclipe "Def Wish II", enquanto enfrentava problemas de gravadora e tinha outros projetos musicais. Na trilha sonora do curta-metragem de 1994, Murder Was The Case, na faixa "Dollaz + Sense", Quik ataca verbalmente Eiht implacavelmente, chamando-o de "assassino de roteiro de filme" (em referência à aparição de Eiht no aclamado filme pela crítica de 1993 Menace II Society), "um covarde" e muito mais. Quik acendeu as chamas ao apresentar a faixa no Source Awards de 1995 na cidade de Nova York, Onde Quik apresentou a canção somente em um lado da plateia, no local onde Eith estava sentado, Além de estar usando uma bandeira vermelha fazendo alusão aos Bloods, gangue rival na qual Eith participava. A rivalidade permaneceu quieta até abril de 1996, quando Eiht respondeu a Quik em seu segundo álbum solo Death Threatz, que apresentava Def Wish IV (Tap That Azz) e "Killin' Nigguz", que foram as últimas faixas da rivalidade. A rivalidade entre Quik e Eiht foi desaparecendo lentamente após as mortes trágicas de Tupac e The Notorious B.I.G devido as suas rivalidades. Mas na verdade não terminou até 1998, quando Snoop Dogg, Daz Dillinger e outros rappers da Costa Oeste ajudaram Eiht e Quik a se reconciliarem. Desde então, Quik e Eiht colaboraram em várias músicas. Foi considerado pelos fãs e críticos do hip hop como uma das mais longas rivalidades ativas - 1992 a 1998. Quik e MC Eiht apareceram em uma entrevista em 21 de julho de 1999 no BET Tonight.

## Discografia
| 1991                                       | Quik Is the Name - Release date: January 1, 1991 - Label: Profile               | 29 | 9  | — | * | - EUA: Platina | - EUA: 1,000,000 |
| 1992                                       | Way 2 Fonky - Release date: January 1, 1992 - Label: Profile                    | 20 | 13 | — | * | - EUA: Ouro    | - EUA: 500,000   |
| 1995                                       | Safe + Sound - Release date: February 21, 1995 - Label: Profile                 | 14 | 1  | — | * | - EUA: Ouro    | - EUA: 500,000   |
| 1998                                       | Rhythm-al-ism - Release date: November 10, 1998 - Label: Profile                | 63 | 13 | — | * | - EUA: Ouro    | - US: 500,000    |
| 2000                                       | Balance & Options - Release date: May 16, 2000 - Label: Arista                  | 18 | 5  | — | * |                | - EUA: 324,000   |
| 2002                                       | Under tha Influence - Release date: June 4, 2002 - Label: Ark 21                | 27 | 7  | — | * |                |                  |
| 2005                                       | Trauma - Release date: September 13, 2005 - Label: Mad Science, Fontana         | 43 | 13 | 9 | 1 | RIAA – Ouro    | * EUA: 100,000   |
| 2010                                       | The Book of David - Release date: 2010 - Label: Mad Science, Fontana, Universal |    |    |   |   |                |                  |
| "—" lançamentos que não entraram na parada |                                                                                 |    |    |   |   |                |                  |

| Ano  | Álbum                                                                                         | Desempenho nas paradas | Desempenho nas paradas | Desempenho nas paradas | Desempenho nas paradas | Certificações | Vendas                    |
| Ano  | Álbum                                                                                         | US                     | US R&B                 | US Rap                 | US Ind                 | Certificações | Vendas                    |
| ---- | --------------------------------------------------------------------------------------------- | ---------------------- | ---------------------- | ---------------------- | ---------------------- | ------------- | ------------------------- |
| 2007 | Midnight Life - Com The Fixxers - Release date: Shelved, 2007 - Label: Interscope, Dirty West | —                      | —                      | —                      | —                      |               |                           |
| 2009 | BlaQKout - Com Kurupt - Release date: June 9, 2009 - Label: Mad Science, Fontana              | 61                     | 11                     | 6                      | 9                      |               | - EUA:788,000 * EUA: Ouro |